# Karen Duffy
 (octobre 2021).
Si vous disposez d'ouvrages ou d'articles de référence ou si vous connaissez des sites web de qualité traitant du thème abordé ici, merci de compléter l'article en donnant les références utiles à sa vérifiabilité et en les liant à la section « Notes et références ».
Karen Duffy, née le 23 mai 1962 à New York, dans l'État de New York, aux (États-Unis), est une actrice et mannequin américaine.

## Filmographie

### Cinéma
- 1991 : McBain : Crack Den
- 1991 : 29th Street : Maria Rios
- 1992 : Malcolm X : l'amie de Sophia
- 1993 : Who's the Man? : Officier Day
- 1993 : Last Action Hero : elle-même
- 1994 : L'Apprenti millionnaire : Shay Stanley
- 1994 : Génération 90 : Elaina
- 1994 : Dumb and Dumber : J. P. Shay
- 1995 : Brain Transplantation (Memory Run) de Allan A. Goldstein : Céleste / Josette
- 1997 : Meet Wally Sparks : la troisième reporter
- 1998 : Celebrity : la journaliste
- 1999 : The 2 : Margo Lynn
- 2002 : A Smile Gone, But Where : la femme
- 2004 : Marmalade : Karen
- 2009 : Fantastic Mr. Fox : Linda Otter

### Télévision
- 1991 : Fade to Black
- 1999-2000 : Pepper Ann : Sketch (3 épisodes)
- 2006 : House of Tiny Terrors : la présentatrice
- 2010 : Surprise Vacations: Disney Parks Edition